# Triathlon aux Jeux du Commonwealth de 2022
Navigation
Gold Coast 2018 2026
L'épreuve de triathlon aux Jeux du Commonwealth de 2022 se tient à Birmingham en Angleterre. Il s'agit de la cinquième participation du triathlon aux Jeux du Commonwealth et de la deuxième édition qui s'organise en Angleterre. Les compétitions se déroulent les 29 et 31 juillet 2022 et sont réparties sur cinq épreuves dont deux épreuves handisports.

## Calendrier
Le calendrier des compétitions est le suivant,.
| DateÉpreuve  | Ven 29 |   | Dim 31 |
| ------------ | ------ | - | ------ |
| Homme        | F      |   |        |
| Femme        | F      |   |        |
| Relais mixte |        | F |        |
| Homme PTVI   |        | F |        |
| Femme PT VI  |        | F |        |

## Site
Les épreuves se déroulent sur des parcours qui traversent Sutton Park et Sutton Coldfield,.

## Format
L'épreuve se déroule sur distance « sprint de 750 m de natation, d'une course à vélo de 20 km et une course à pied de 5 km. Le relais mixte sera composé de quatre étapes « super-sprint » d'une combinaison légèrement différente de celle de 2018 : un 300 m de natation, une étape de vélo de 5 km et une course de 2 km.

## Épreuve masculine

### Palmarès homme
| Rang               | Dossard | Triathlète        | Natation | T1   | Cyclisme | T2   | Course à pied | Total   | Ecart  |
| ------------------ | ------- | ----------------- | -------- | ---- | -------- | ---- | ------------- | ------- | ------ |
| Médaille d'or      | 2       | Alex Yee          | 8:49     | 0:50 | 26:07    | 0:17 | 14:31         | 50:34   |        |
| Médaille d'argent  | 1       | Hayden Wilde      | 8:38     | 0:51 | 26:01    | 0:18 | 14:59         | 50:47   | +0:13  |
| Médaille de bronze | 5       | Matthew Hauser    | 8:41     | 0:56 | 26:10    | 0:17 | 14:46         | 50:50   | +0:16  |
| 4                  | 3       | Jacob Birtwhistle | 8:51     | 0:49 | 26:08    | 0:18 | 15:00         | 51:06   | +0:32  |
| 5                  | 12      | Grant Sheldon     | 8:41     | 0:52 | 26:16    | 0:20 | 15:15         | 51:24   | +0:50  |
| 6                  | 11      | Jamie Riddle      | 8:36     | 0:51 | 26:04    | 0:18 | 15:43         | 51:32   | +0:58  |
| 7                  | 15      | Dylan McCullough  | 8:44     | 0:51 | 26:15    | 0:19 | 15:26         | 51:35   | +1:01  |
| 8                  | 4       | Tayler Reid       | 8:34     | 0:57 | 25:59    | 0:18 | 15:57         | 51:45   | +1:11  |
| 9                  | 18      | Iestyn Harrett    | 8:49     | 0:52 | 26:08    | 0:21 | 15:41         | 51:51   | +1:17  |
| 10                 | 7       | Charles Paquet    | 8:44     | 0:58 | 26:07    | 0:22 | 15:47         | 51:58   | +1:24  |
| 11                 | 16      | Martin Sobey      | 8:45     | 0:52 | 26:09    | 0:16 | 15:56         | 51:58   | +1:24  |
| 12                 | 9       | Daniel Dixon      | 8:39     | 0:56 | 26:14    | 0:19 | 15:54         | 52:02   | +1:28  |
| 13                 | 20      | Tyler Smith       | 8:53     | 0:54 | 26:00    | 0:23 | 16:04         | 52:14   | +1:40  |
| 14                 | 22      | Cameron Main      | 8:40     | 0:54 | 26:14    | 0:19 | 16:12         | 52:19   | +1:45  |
| 15                 | 24      | Oliver Turner     | 8:41     | 0:52 | 26:17    | 0:16 | 16:38         | 52:44   | +2:10  |
| 16                 | 19      | James Edgar       | 8:42     | 0:51 | 26:18    | 0:19 | 16:50         | 53:00   | +2:26  |
| 17                 | 23      | Matthew Wright    | 8:52     | 0:51 | 26:05    | 0:22 | 17:11         | 53:21   | +2:47  |
| 18                 | 21      | Dominic Coy       | 8:57     | 0:51 | 27:41    | 0:19 | 15:35         | 53:23   | +2:49  |
| 33                 | 47      | Vishwanath Yadav  | 10:55    | 1:05 | 32:24    | 0:22 | 18:06         | 1:02:52 | +12:18 |
| 34                 | 45      | Isaac Tan         | 9:48     | 1:21 | 33:02    | 0:24 | 18:23         | 1:02:58 | +12:24 |
| 35                 | 25      | Joseph Okal       | 11:07    | 1:30 | 31:48    | 0:34 | 19:00         | 1:03:59 | +13:25 |
| 36                 | 32      | Robert Matto      | 11:47    | 1:06 | 31:32    | 0:30 | 19:36         | 1:04:31 | +13:57 |
| 37                 | 28      | Phillip McCatty   | 12:35    | 1:12 | 32:53    | 0:25 | 19:38         | 1:06:43 | +16:09 |
| 38                 | 37      | Armando Moss      | 11:10    | 1:22 | 32:34    | 0:37 | 21:43         | 1:07:26 | +16:52 |
| 39                 | 46      | Mark Ofosu        | 12:35    | 1:01 | 34:29    | 0:30 | 20:56         | 1:09:31 | +18:57 |
| 40                 | 33      | Nikotimasi Croker | 11:06    | 1:13 | 36:04    | 0:30 | 22:17         | 1:11:10 | +20:36 |
| 41                 | 41      | Rhys Cheer        | 9:56     | 1:13 | 33:36    | 0:24 | 26:41         | 1:11:50 | +21:16 |
| 42                 | 36      | Duncan Wyness     | 13:04    | 1:35 | 34:54    | 0:27 | 21:50         | 1:11:50 | +21:16 |
| 43                 | 35      | Kian Trejo        | 13:14    | 1:29 | 37:18    | 1:31 | 22:46         | 1:16:18 | +25:44 |
| 44                 | 34      | Timson Irowane    | 14:21    | 1:31 | 37:20    | 0:23 | 24:23         | 1:17:58 | +27:24 |
| DNF                | 6       | Tyler Mislawchuk  | 8:51     | 0:51 | NC       | NC   | NC            | NC      | NC     |
| DNS                | 14      | Henri Schoeman    | NC       | NC   | NC       | NC   | NC            | NC      | NC     |

## Épreuve féminine

### Palmarès femme
| Pos.               | Nom                       | Pays              | Natation | Cyclisme | Course à pied | Temps    |
| ------------------ | ------------------------- | ----------------- | -------- | -------- | ------------- | -------- |
| Médaille d'or      | Flora Duffy               | Bermudes          | 00:09:22 | 00:28:17 | 00:16:32      | 00:55:25 |
| Médaille d'argent  | Georgia Taylor-Brown      | Angleterre        | 00:09:25 | 00:28:14 | 00:17:11      | 00:56:06 |
| Médaille de bronze | Beth Potter               | Écosse            | 00:09:20 | 00:29:22 | 00:16:53      | 00:56:46 |
| 4                  | Sophie Coldwell           | Angleterre        | 00:09:26 | 00:29:08 | 00:17:14      | 00:57:06 |
| 5                  | Sophie Linn               | Australie         | 00:09:37 | 00:29:20 | 00:16:50      | 00:57:08 |
| 6                  | Non Stanford              | Pays de Galles    | 00:09:32 | 00:29:29 | 00:16:53      | 00:57:10 |
| 7                  | Olivia Mathias            | Pays de Galles    | 00:09:30 | 00:29:27 | 00:17:05      | 00:57:19 |
| 8                  | Simone Ackermann          | Afrique du Sud    | 00:09:30 | 00:29:27 | 00:17:02      | 00:57:19 |
| 9                  | Nicole Van Der Kaay       | Nouvelle-Zélande  | 00:09:40 | 00:29:12 | 00:17:08      | 00:57:24 |
| 10                 | Emy Legault               | Canada            | 00:09:30 | 00:29:09 | 00:17:36      | 00:57:31 |
| 11                 | Charlotte McShane         | Australie         | 00:09:36 | 00:29:23 | 00:17:27      | 00:57:42 |
| 12                 | Sian Rainsley             | Angleterre        | 00:09:37 | 00:29:23 | 00:17:40      | 00:57:54 |
| 13                 | Dominika Jamnicky         | Canada            | 00:09:47 | 00:29:12 | 00:17:43      | 00:58:00 |
| 14                 | Natalie Van Coevorden     | Australie         | 00:09:28 | 00:29:29 | 00:17:45      | 00:58:01 |
| 15                 | Amélie Kretz              | Canada            | 00:09:40 | 00:29:11 | 00:17:50      | 00:58:03 |
| 16                 | Erica Hawley              | Bermudes          | 00:09:41 | 00:29:16 | 00:18:07      | 00:58:29 |
| 17                 | Sophia Green              | Écosse            | 00:09:39 | 00:29:20 | 00:18:13      | 00:58:33 |
| 18                 | Andrea Hansen             | Nouvelle-Zélande  | 00:10:09 | 00:30:41 | 00:17:44      | 00:59:54 |
| 19                 | Issy Morris               | Pays de Galles    | 00:09:49 | 00:31:04 | 00:18:02      | 01:00:16 |
| 20                 | Shanae Williams           | Afrique du Sud    | 00:09:41 | 00:31:08 | 00:18:44      | 01:00:58 |
| 21                 | Hannah Newman             | Afrique du Sud    | 00:10:12 | 00:32:53 | 00:19:40      | 01:04:08 |
| 22                 | Julie Staub               | Maurice           | 00:11:15 | 00:32:47 | 00:19:43      | 01:05:33 |
| 23                 | Anri Krugel               | Namibie           | 00:11:51 | 00:32:23 | 00:20:09      | 01:05:56 |
| 24                 | Imke Jagau                | Namibie           | 00:12:16 | 00:32:17 | 00:20:10      | 01:06:12 |
| 25                 | Danica Bonello Spiteri    | Malte             | 00:11:16 | 00:33:04 | 00:21:21      | 01:07:21 |
| 26                 | Pragnya Mohan             | Inde              | 00:11:26 | 00:32:53 | 00:21:32      | 01:07:27 |
| 27                 | Jenna Ross                | Trinité-et-Tobago | 00:11:39 | 00:33:15 | 00:20:42      | 01:07:45 |
| 28                 | Sanjana Sunil Joshi       | Inde              | 00:11:16 | 00:33:21 | 00:23:04      | 01:09:00 |
| 29                 | Stavri Pericleous         | Chypre            | 00:11:02 | 00:37:55 | 00:19:23      | 01:10:36 |
| 30                 | Aisha Nasser Baksh        | Kenya             | 00:12:41 | 00:36:24 | 00:22:13      | 01:13:26 |
| 31                 | Andriana Tukuvia          | Îles Salomon      | 00:14:59 | 00:45:34 | 00:29:33      | 01:32:53 |
| 32                 | Mercy Jane Adorkor Pappoe | Ghana             | 00:22:41 | 00:45:26 | 00:31:29      | 01:41:46 |
| DNS                | Ainsley Thorpe            | Nouvelle-Zélande  | NC       | NC       | NC            | NC       |

## Relais mixte
| Médaille d'or                                                  | Temps           | Médaille d'argent                                      | Temps           | Médaille de bronze                                                 | Temps           |
| -------------------------------------------------------------- | --------------- | ------------------------------------------------------ | --------------- | ------------------------------------------------------------------ | --------------- |
| Alex Yee Sophie Coldwell Samuel Dickinson Georgia Taylor-Brown | 1 h 16 min 40 s | Iestyn Harrett Olivia Mathias Dominic Coy Non Stanford | 1 h 18 min 28 s | Jacob Birtwhistle Natalie Van Coevorden Matthew Hauser Sophie Linn | 1 h 19 min 28 s |

## Paratriathlon

### Qualification (handisport)
En 2022, la classe paralympique choisie pour les deux épreuves de paratriathlon est la catégorie PTVI des déficients visuels dans les épreuves masculines et féminines. L'étape de vélo se déroule en tandem avec un pilote voyant, qui sert également de guide pour les étapes de natation et de course.
Un total de 20 paratriathlètes (10 par sexe) se qualifient nominalement pour participer aux Jeux,. Ils se qualifient pour chaque épreuve comme suit :
- Paratriathlètes du classement World Triathlon.
- Récipiendaire d'une invitation bipartite CGF / World Triathlon.

### Palmarès paratriathlon

#### Hommes
| Pos.               | PWTC              |
| ------------------ | ----------------- |
| Médaille d'or      | David Ellis       |
| Médaille d'argent  | Sam Harding       |
| Médaille de bronze | Jonathan Goerlach |

#### Femmes
| Pos.               | PWTC            |
| ------------------ | --------------- |
| Médaille d'or      | Katie Crowhurst |
| Médaille d'argent  | Chloe MacCombe  |
| Médaille de bronze | Jessica Tuomela |

## Tableau des médailles
| Rang  | Nation           | Or | Argent | Bronze | Total |
| ----- | ---------------- | -- | ------ | ------ | ----- |
| 1     | Angleterre       | 4  | 1      | 0      | 5     |
| 2     | Bermudes         | 1  | 0      | 0      | 1     |
| 3     | Australie        | 0  | 1      | 3      | 4     |
| 3     | Nouvelle-Zélande | 0  | 1      | 0      | 1     |
| 5     | Irlande du Nord  | 0  | 1      | 0      | 1     |
| 5     | Pays de Galles   | 0  | 1      | 0      | 1     |
| 5     | Canada           | 0  | 0      | 1      | 1     |
| 5     | Écosse           | 0  | 0      | 1      | 1     |
| Total | Total            | 5  | 5      | 5      | 15    |